# 邴克莊
邴克莊（1882年—1937年）字敬如，辽宁省盘山县人，中华民国政治人物。

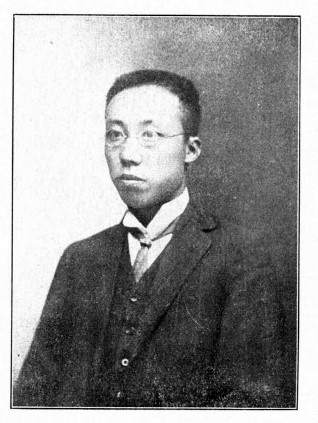
《民国之精华》中的邴克莊照片

## 生平
清朝光緒八年（1882年）出生在奉天海城（出生地今位于盘山县境内）。曾经在海城縣創辦鄉團，後来舉辦初等、高等各小學校。嗣而考入奉天高等警察學校，畢業之後創辦警察協會。旋当選爲奉天省議會議員。1912年，当選爲奉天省議會代表。1913年，当選爲中华民国第一届国会衆議院議員。國會第一次解散後，任奉天民政公署顧問，兼辦保衛團講習所。1916年國會第一次恢復時，仍任众议院议员。1922年再任众议员。1925年善后会议时，任王永江的代表。
1928年12月，任热河省政府委员兼民政厅厅长，任至1931年3月去职。
1937年邴克莊在北平逝世。1937年4月5日安葬在北平东北义园。
邴克莊墓靠着东北义园的东墙，2007年前后，墙上贴有邴克莊后人写的《爱国志士邴克庄之墓（1885-1937）生平简表》（其中有若干错误）：1885年生于辽宁省海城（现盘山县内）。1912年响应辛亥革命，当选奉天临时议会议员。1913年第一届国会召开，任参议员。1919年作为北方代表，参加南北议和，受孙中山接见后，回奉天组织党义研究会。1920年任吉林省伊兰道尹。1924年任奉天省东边道尹，日本挑起“临江设领”，以中国交涉员身份，怒斥日方副领事田中作“欲趁我国多事之秋，进而为侵略之图”。面对武力威胁，先生内运机智，外擅辞锋，终化险为夷，而又无损国权。1928年东北易帜后，出任热河省民政厅厅长，因严令禁烟，怒斥军阀汤玉麟，被汤派兵包围住宅三月之久，后得张学良亲派大员交涉得以保全。1931年日本主办的《盛京时报》强登任先生为伪奉天省实业厅长。先生坚拒并登报声明态度，遂遭日本宪兵队缉捕，后先生化妆成商贩辗转避至北京前细瓦厂8号居住。1935年丧权辱国的“何梅协定”签定后，为助日本实现所谓“大东亚自治”，冀察政务委员会成立。为拉拢知名人士，厚薪邀先生为参议，先生婉拒，自谓“我虽贫病，甚或饥饿日迫，然一世清白，固守晚节，不花一文卖国脏钱”。1937年先生仙逝北京寓所。弥留之际，仍嘱儿女，“收复东北吾不能躬自为之矣，希汝辈均应为己任，但等大功告成之日，勿忘告慰九泉下之老身”。邴公后人敬立